# Surinaams Olympisch Comité

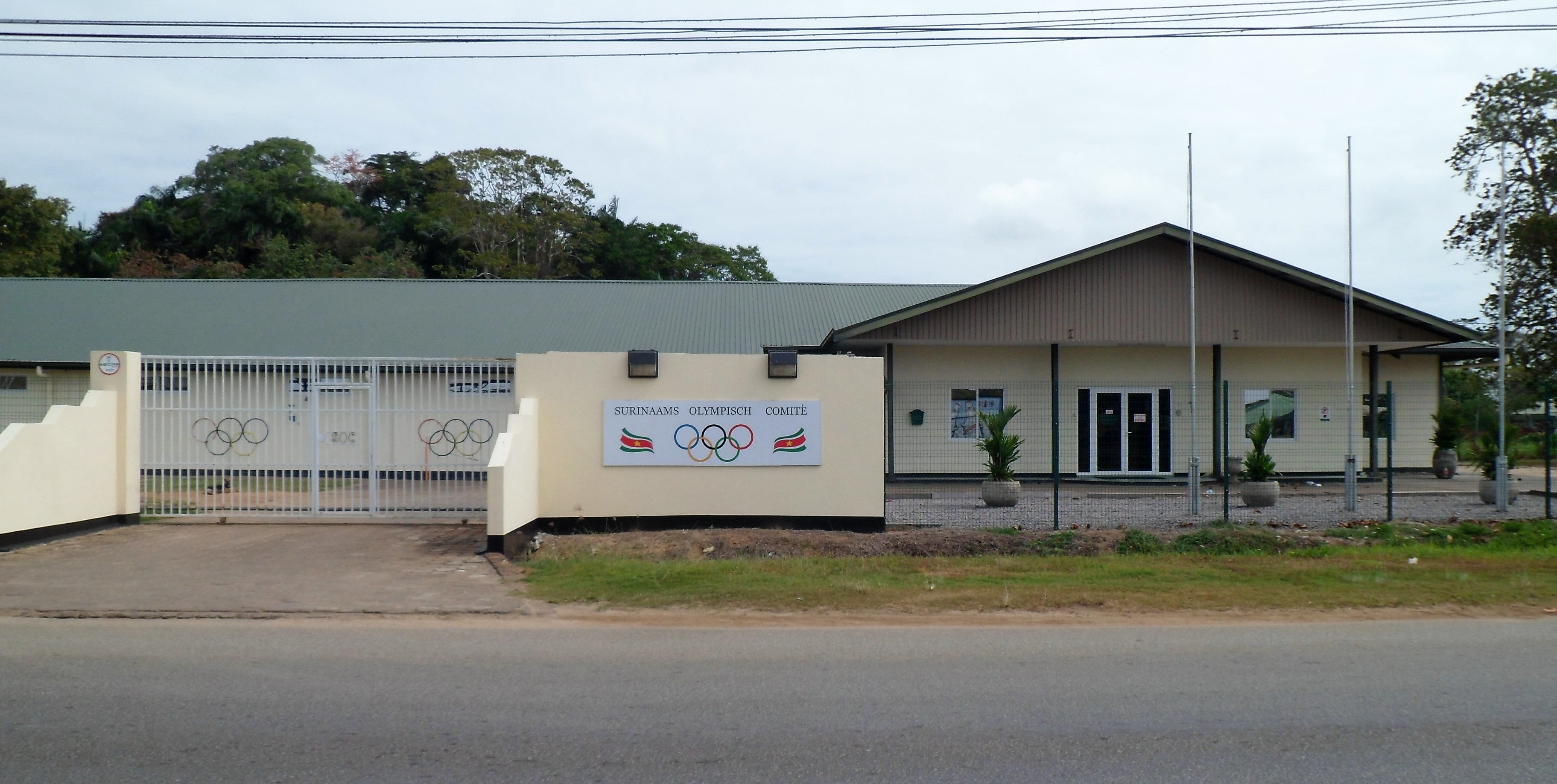
Geschäftsstelle des SOC in Paramaribo

Das Surinaams Olympisch Comité (SOC) ist die Dachorganisation der Sportverbände in Suriname. Das SOC wurde 1959 gegründet und im selben Jahr durch das Internationale Olympische Komitee (IOC) anerkannt. Außerdem wurde es 1959 Mitglied der Pan American Sports Organisation. Seit 2017 ist Ramon Tjon-A-Fat der Vorsitzende des SOC. Es hat seinen Sitz in Paramaribo an der Rattan Oemrawsinghstraat, Ecke Letitia Vriesdelaan.

## Geschichte
Mit Siegfried Esajas reiste im Jahre 1960 zum ersten Mal ein surinamischer Sportler für das SOC zu den Olympischen Spielen in Rom.
Die bisher einzigen olympischen Medaillen für das SOC erhielt Anthony Nesty. Weitere bekannte Sportler, die für das SOC an Olympischen Spielen teilnahmen, waren Letitia Vriesde und Roy Bottse.
Erfolgreicher waren die Sportler Surinames bei den Panamerikanischen Spielen mit bisher (Februar 2014) insgesamt elf gewonnenen Medaillen.

## Präsidium
Ab dem 20. Februar 2014 bis September 2017 bestand das Präsidium des SOC unter dem Vorsitzenden Guno van der Jagt aus folgenden Personen:
- Henry Mac Donald
- Hesdy Pigot
- Frits Purperhart
- Astra Singh und
- Carolina Vera Vera[1]

Am 18. September 2017 wurde ein neuer Vorstand mit dem Vorsitzenden Ramon Tjon-A-Fat und folgenden Mitgliedern gewählt:
- Kirtie Algoe[3]
- Desiré Eendragt
- Manodj Hindori – Schatzmeister[4]
- Desiré Hooghart
- Dennis Mac Donald – Generalsekretär[5]
- Carlos dos Ramos
- Antonius Stienstra und
- Gordon Touw Ngie Tjouw

Ramon Tjon-A-Fat wurde bei den Wahlen der Sportverbände am 24. September 2021 für weitere vier Jahre in seinem Amt bestätigt.

## Sportverbände
Beim SOC sind 17 Sportverbände angeschlossen (Stand Januar 2019).